# Powiat Minamisaitama
Powiat Minamisaitama (jap. 南埼玉郡 Minamisaitama-gun) – powiat w Japonii, w prefekturze Saitama. W 2024 roku liczył 33 670 mieszkańców.

## Miejscowości
- Miyashiro